# Otto Burkard
Otto Burkard (* 24. November 1908 in Graz; † 13. Januar 2015) war ein österreichischer Geophysiker und Pionier der Weltraumforschung.

## Leben
Otto Albert Michael Karl Burkard wurde als Sohn des Dr. med. Otto Augustin Beno Burkard und der Bertha M. J. M. geb. Petzel-Hirschmann in Graz geboren. Nach Besuch des Akademischen Gymnasiums Graz studierte er an der Universität Graz Experimentalphysik und promovierte 1933 mit einer (handgeschriebenen) Dissertation 'Luftelektrische Untersuchungen', die von Professor Hans Benndorf betreut wurde.
Nach seiner Promotion arbeitete Otto Burkard an Barkhausen-Kurz-Schwingungen. 1935 legte er die Lehramtsprüfung für die Fächerkombination Mathematik und Physik ab. Von 1935 bis 1938 war Burkard Rockefeller-Stipendiat am Physikalischen Institut der  Technischen Hochschule in Graz und arbeitete bei Fritz Kohlrausch am Smekal-Raman-Effekt. 1938 ging Burkard als Gymnasiallehrer an die BULME und verlegte seine Forschungsinteressen auf die Ausbreitung von Funkwellen.
Im Frühjahr 1942 habilitierte er sich an der Universität Graz mit Untersuchungen zur Ionosphäre. Kurz darauf wurde er zur deutschen Wehrmacht eingezogen. Zu Ende des Krieges leitete er eine Funkbeobachtungsstation in Tromsø, Norwegen. 1942 publizierte er eine Arbeit über die  F-Schicht der Ionosphäre und wurde damit zusammen mit Hiroshi Maeda und  Sir Edward Appleton einer der drei Entdecker der äquatorialen Anomalie in der Ionosphäre.
1945 aus Norwegen zurückgekehrt, baute Otto Burkard die erste Ionosonde in Kontinentaleuropa. 1946 wurde er mit der provisorischen Leitung des Institutes für Meteorologie und Geophysik an der Universität Graz betraut, 1949 erfolgte seine Ernennung zum außerordentlichen Professor, 1963 zum Ordinarius. Otto Burkard leitete das Institut für Meteorologie und Geophysik bis zu seiner Emeritierung im Jahre 1979. Im Studienjahr 1968/69 war er Rektor der Karl-Franzens-Universität Graz. 1974 gründete die Österreichische Akademie der Wissenschaften (ÖAW) in Graz das Institut für Weltraumforschung, dessen geschäftsführender Direktor Burkard von 1974 bis 1984 war.
Otto Burkard verfasste über 90 wissenschaftliche Arbeiten, die sich vornehmlich mit der Ionosphäre befassen: der Einfluss des ungestörten Erdmagnetfeldes, Gezeiten in der Ionosphäre, Modelle zur F2-Schicht, Elektronendichte im Verlauf einer Sonnenfinsternis, Forschungen über Plasma- und Magnetosphäre aufgrund von Satellitenbeobachtungen, mathematische Arbeiten zur Magnetopause und zum Dipolfeld in der Magnetosphäre. Zu seinen herausragendsten Schülern zählen die beiden Weltraumpioniere Wilhelm Nordberg und Siegfried Josef Bauer (1930–2021), sowie Helmut Pichler, Professor für Meteorologie und Geophysik an der Universität Innsbruck.
Eine seltene Ehre wurde ihm durch die Benennung eines Asteroiden zuteil: die Internationale Astronomische Union (IAU) taufte den Kleinplaneten 10787 auf den Namen „Ottoburkard“.
Otto Burkard war verheiratet und wurde Vater  von vier Kindern:  Rainer (* 1943), Hildegund (* 1944),  Helmut (* 1947) und Hans (* 1952).

## Auszeichnungen
- 1962 Korrespondierendes Mitglied der Österreichischen Akademie der Wissenschaften
- 1969 Wirkliches Mitglied der Österreichischen Akademie der Wissenschaften
- 1981  Österreichisches Ehrenkreuz für Wissenschaft und Kunst I. Klasse
- 1983 Großes Goldenes Ehrenzeichen des Landes Steiermark
- 1988 Julius-von-Hann-Medaille in Gold[2]

## Schriften (Auswahl)
- Ein geomagnetischer Längeneffekt der F-Schicht Ionisation. In: Zeitschrift für Geophysik. Band 17, 1942, ISSN 0044-2801, S. 51–56.
- Gezeiten in der oberen Ionosphäre. Terr. Mag. Bd. 53, 1948, S. 273–277 (englische Übersetzung in Proc. First Meeting, Mixed Commission on Ionosphere, 1949, pp. 103-108).
- Die jahreszeitlichen Höhen- und Ionisationsschwankungen der F2-Schicht. In: Hochfrequenztechnik und Elektroakustik. Band 60, 1942, S. 87–96.
- Studie zum geomagnetischen Effekt der F2-Schicht. In: Zeitschrift für Geophysik. Band 20, 1954, S. 75–83 (vgl. Proc. 4th Meeting, Mixed Commission on Ionosphere, 1955, pp. 115-122).
- Die Ionosphärenstation an der Universität Graz. In: Mitteilungen des naturwissenschaftlichen Vereins für Steiermark. Band 86. Graz 1956, S. 22–25 (zobodat.at [PDF; 440 kB]).
- Ionosphärenbeobachtungen zur Sonnenfinsternis am 15. Februar 1961. In: Zeitschrift für Geophysik. Band 29, 1963, S. 123–128.